# サッカーe日本代表の試合結果
サッカーe日本代表の試合結果（サッカーイーにほんだいひょうのしあいけっか）は、サッカーe日本代表が出場した試合の一覧である。
サッカーe日本代表は、日本サッカー協会（JFA）によって編成される日本のeスポーツサッカーのナショナルチーム。

## 試合日程・結果

### 2023年
試合日程・結果 (2023年), 日本サッカー協会
| 開催日 | 結果 | スコア | 対戦チーム | 会場 | 試合名 |
| ------ | ---- | ------ | ---------- | ---- | ------ |